# Constitutio criminalis Theresiana

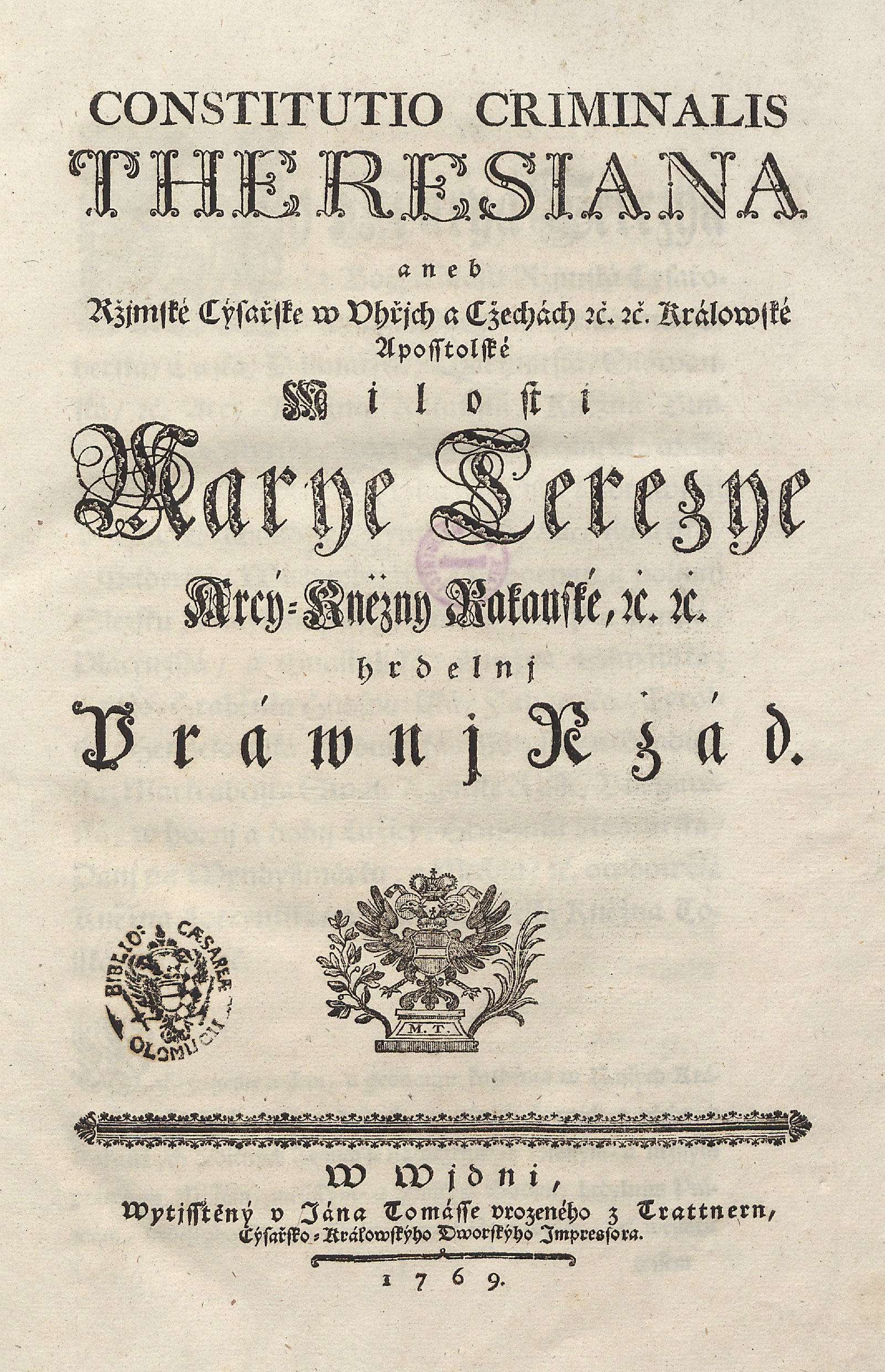
Titulní strana knihy Constitutio Criminalis Theresiana aneb Ržjmské Cýsařské w Vhřjch a Vžeskách etc... z fondu Vědecké knihovny v Olomouci

Constitutio Criminalis Theresiana (Hrdelní řád Marie Terezie, tzv. Tereziana nebo Theresiana) byl posledním předosvícenským trestním zákoníkem s územní působností i na české země. Byla vyhlášena roku 1768 ve Vídni, v následujícím roce vyšla německy i česky a platnosti nabyla 1. ledna 1770. Obsahoval již znaky moderního pohledu na trestní právo, tak jak jej později aplikoval v Toskánsku syn Marie-Terezie Leopold II. či její nejstarší syn císař Josef II., ale samotné vyznění ještě setrvává mimo beccariánské moderní trestněprávní představy.

## Vznik Tereziany
Na rozdíl od Josefiny z roku 1707, jejíž místní působnost spadala jen na Čechy, Moravu a Slezsko, působnost Tereziany byla již dána, v rámci centralizace západní části monarchie, pro všechna habsburská území mimo Uherské království. Již místní působnost tohoto trestního zákoníku ukazuje, že duální kořeny monarchie byly dány již dávno před rokem 1867. Zákoník se skládá z procesní i hmotněprávní části. V procesní části je značný prostor věnován tortuře, jejímu použití, které bylo přísněji reglementováno než v Hrdelním řádu Josefa I. Důležitou součástí zákoníku je mědirytinová příloha názorně zobrazující jednotlivé mučící nástroje, stupně tortury apod.

## Zásady trestního zákoníku
Trestní zákoník Constitutio Criminalis Theresiana byl zastaralý již v době svého vzniku. Obsahoval feudální přežitky a zachovával prakticky všechny nedostatky feudálního pojetí trestního práva. Podle Tereziany mělo potrestání pachatele především pomstít škodu způsobenou jednotlivci či společnosti a tresty tak tedy měly charakter msty na pachateli. Stále tedy trvala zásada deterence (odstrašení). Zákoník také nerespektoval požadavek úměrnosti mezi mírou provinění (společenskou nebezpečností) a uloženým trestem. Trest měl stále mít symbolický charakter a nebyla stále jasná přímá úměra mezi trestem a spáchaným skutkem. Proto stále přežíval celý systém krutých feudálních trestů, jako např. upalování, zahrabávání za živa, čtvrcení a další. Z hlediska dalších obecných zásad, které významně dokazují opominutí Beccariova díla vydaného v roce 1764, se jedná o pominutí zásady nullum crimen sine lege, což mohlo mít za následek, že mohla být stíhána i jiná jednání, která sice nebyla v zákoně uvedená, ale byla pro svou společenskou nebezpečnost riziková. Tento fakt způsoboval, že byl ponecháván velký prostor pro libovůli soudců, nicméně ta byla zase mírněna posílením role soudů vyšší instance. V čl. 104 pak byla tato otázka řešena tak, že pokud soudce rozhodoval častěji delikt stejného druhu, který považoval za společensky závažný, ale ten nebyl popsán v Terezianě, potom se měl obrátit na nadřízené instance, které měly posoudit jak danou konkrétní věc, tak využít tyto zkušenosti v rámci de lege ferenda.

## Obecná systematika
Zákoník byl rozdělen na dvě části. Tereziana obsahovala celkem 104 článků, které se ještě dělily dále do paragrafů. První část (v zákoníku označeno jako díl) se nazývala Díl první o hrdelním pokráčování. V tomto oddíle jsou definovány obecně delikty, ale také je zde pojednání o trestech. V zákoníku je také část věnovaná přitěžujícím a polehčujícím skutkům. Ve druhé půlce prvního dílu je obsaženo trestní právo procesní. Druhá část se nazývala Díl druhý o hrdelních přečiněních obzvláště a jejich trestech. V této části jsou pak popsány skutkové podstaty jednotlivých deliktů. Na konci zákoníku je pak příloha, která vyobrazuje jednotlivé tresty mučení (např. natahování na skřipec, španělská bota, palečnice, pálení). Jedná se o velice detailní popis a vyobrazení způsobu mučení, postupy, jichž má kat užívat, popisuje se role katových pacholků apod.

## Systematika dle jednotlivých hlav
Pokud bychom chtěli obecně popsat katalog společenských zájmů, které jsou hrdelním řádem chráněny, potom můžeme extrahovat celkem 9 objektů trestných činů.
- I. Proti bohu, proti božím svatým, proti náboženství
- II. Proti knížeti země
- III. Zločiny směřující ke ztracení zemsko-knížecích panstevností
- IV. Provinění se dobré správě a zemským výsadám
- V. Proti dobrým mravům a počestnosti
- VI. Proti tělesné integritě
- VII. Na jmění a právech
- VIII. Na cti a dobré pověsti
- IX. Veřejné pohoršení, výtržnictví apod.

## Závěr
Roku 1776 byla nejvyšším rozhodnutím tortura zakázána a proběhla dílčí změna v Tereziánské zákoníku, ale až roku 1787 v novém Obecném soudním řádu kriminálním byla tortura definitivně zrušena. Čarodějnictví v tomto zákoníku zůstávalo zaneseno, ale poslední čarodějnický proces na území Království českého se odehrál  v roce 1756 nad pastýřem Janem Polákem z Jistebnice. Když si Marie Terezie nechala předkládat každý případ obžaloby osobně, prohlásila, že je to přežitek pověrečných bludů nebo jen důsledek duševní poruchy.
Constitutio Criminalis Theresiana vydržela v platnosti jen krátkou dobu a v roce 1787 byla Tereziana nahrazena moderním trestním zákoníkem Josefa II.